# NGC 2537
NGC 2537 este o interacțiune de galaxii situată în constelația Linxul. A fost descoperită în 6 februarie 1788 de către William Herschel. Se află la o distanță de 15 megaparseci de Pământ.